# Maxhütte-Haidhof
Maxhütte-Haidhof è un comune tedesco di 10 460 abitanti, situato nel land della Baviera.